# Beach Head
Beach Head is een computerspel dat werd ontwikkeld en uitgegeven door Access Software. Het spel kwam in 1983 uit voor de Atari 8 bit-familie en de Commodore 64. Later volgde andere populaire platforms uit die tijd zoals de Commodore 16, BBC Micro, Acorn Electron, ZX Spectrum en Amstrad CPC. Een dictator voert het bewind over een vesting op het eiland Kuhn-Lin. Het spel bestaat uit verschillende missies. Het einddoel van de speler is een eiland aan te vallen en deze in te nemen. Hiertoe moet de speler diverse voertuigen en schepen vernietigen. Het perspectief wordt in de derde persoon weergegeven.

## Platforms
| Jaar | Platform                                                                   |
| ---- | -------------------------------------------------------------------------- |
| 1983 | Atari 8-bit, Commodore 64                                                  |
| 1984 | Amstrad CPC, ZX Spectrum                                                   |
| 1985 | Apple II, BBC Micro, Commodore 16 Plus/4, Electron, Thomson MO, Thomson TO |
| 1987 | MSX                                                                        |

## Ontvangst
| Beoordeeld door                | Jaar | Platform             | Score |
| ------------------------------ | ---- | -------------------- | ----- |
| Computer and Video Games (CVG) | 1984 | Commodore 64         | 90%   |
| Your 64                        | 1984 | Commodore 64         | 85%   |
| Personal Computer Games        | 1984 | ZX Spectrum          | 80%   |
| Sinclair User                  | 1984 | ZX Spectrum          | 80%   |
| Crash!                         | 1984 | ZX Spectrum          | 79%   |
| The Video Game Critic          | 2012 | Commodore 64         | 75%   |
| Sinclair Programs              | 1984 | ZX Spectrum          | 67%   |
| TeleMatch                      | 1984 | Commodore 64         | 67%   |
| Your Spectrum                  | 1984 | ZX Spectrum          | 53%   |
| Commodore User                 | 1986 | Commodore 16, Plus/4 | 20%   |

## Vervolg
- Beach-Head II: The Dictator Strikes Back (1985)
- Beach Head 2000
- Beach Head 2002
- Beach Head: Desert War (2003)